# Siganus unimaculatus
Siganus unimaculatus là một loài cá biển thuộc chi Cá dìa trong họ Cá dìa. Loài cá này được mô tả lần đầu tiên vào năm 1907.

## Từ nguyên
Danh pháp unimaculatus của loài cá này trong tiếng Latinh có nghĩa là "đốm", ám chỉ đốm đen đặc trưng trên thân của chúng.

## Phân loại
S. unimaculatus có sự tương đồng về mặt di truyền và hình thái với loài Siganus vulpinus, nhưng chỉ khác biệt nhau về màu sắc (S. vulpinus không có đốm đen ở trên thân như S. unimaculatus). Một số nhà ngư học chỉ ra rằng, cả hai thực sự là những loài hợp lệ, trong khi số khác thì cho rằng, S. unimaculatus chỉ là một biến thể màu sắc của S. vulpinus.

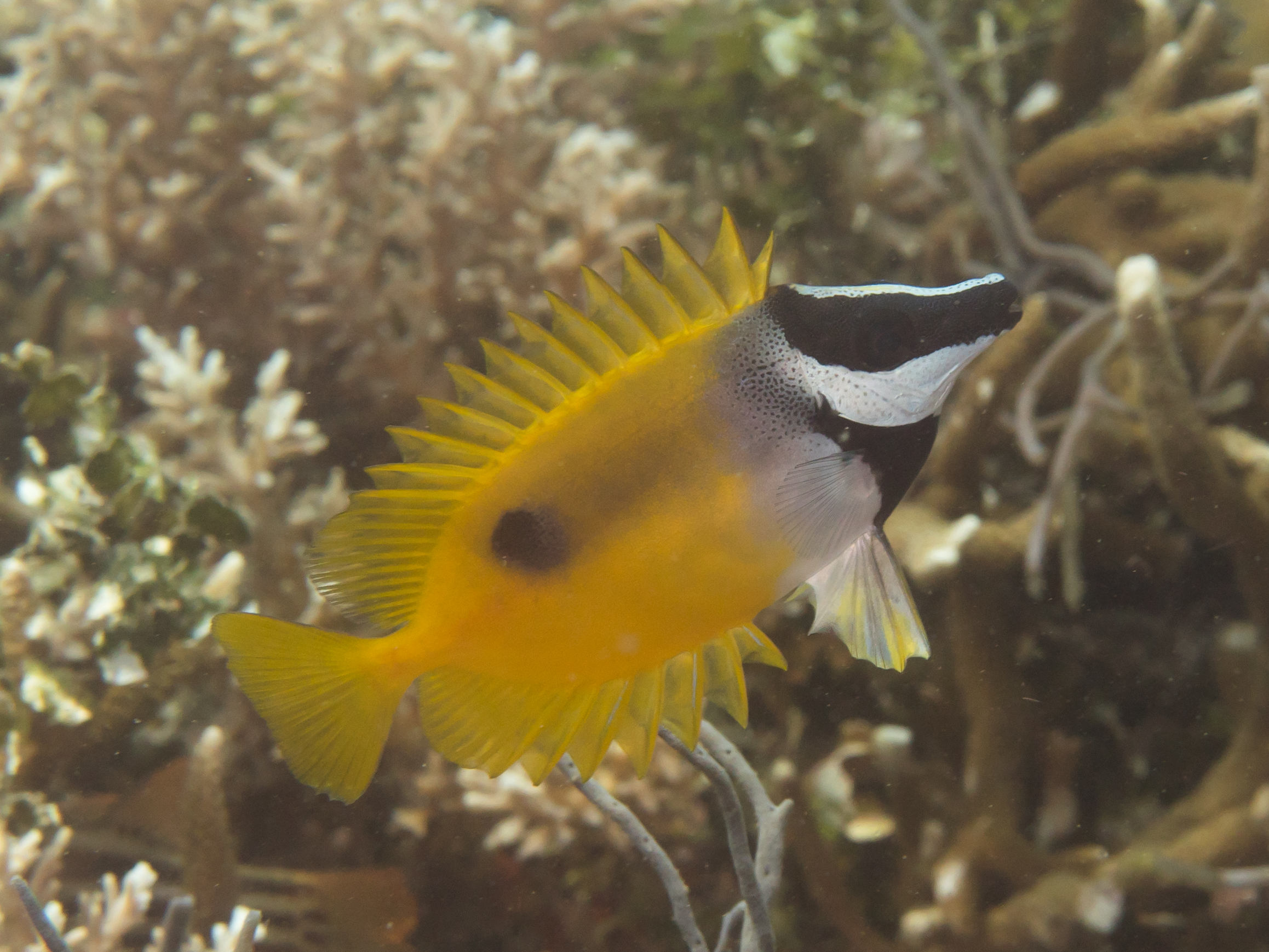
S. unimaculatus dựng thẳng các tia và gai vây khi bị đe dọa

## Phạm vi phân bố và môi trường sống
S. unimaculatus có phạm vi phân bố rải rác ở vùng biển Đông Ấn Độ Dương và Tây Thái Bình Dương. Quần thể ở thứ nhất của S. unimaculatus được tìm thấy từ quần đảo Ryukyu và quần đảo Ogasawara của Nhật Bản, trải dài vế phía nam đến đảo Đài Loan và Philippines; quần thể còn lại xuất hiện tại bãi cạn Rowley ở biển Timor, ngoài khơi phía bắc Tây Úc. S. unimaculatus sống gần các rạn san hô thuộc chi Acropora và Porites ở độ sâu khoảng 14 m trở lại.

## Mô tả
Chiều dài cơ thể tối đa được ghi nhận ở S. unimaculatus là 22 cm. Cơ thể có màu vàng tươi; đầu và thân trước màu trắng. Có hai dải sọc đen: một dải từ miệng băng lên gáy, dải còn lại từ vùng sau gáy băng xuống ngực, và một đốm đen ở phía sau của thân trên. Màu sắc cơ thể của S. unimaculatus rất giống với loài S. vulpinus, ngoại trừ đốm đen kể trên là chỉ có ở S. unimaculatus.
Cũng như những loài họ hàng cùng chi, khi gặp phải sự đe dọa, S. unimaculatus có thể dựng thẳng đứng các tia và gai ở các vây, và chúng cũng có thể đổi màu cơ thể với những mảng đốm nâu và trắng xen kẽ.
Số gai ở vây lưng: 13; Số tia vây ở vây lưng: 10; Số gai ở vây hậu môn: 7; Số tia vây ở vây hậu môn: 9; Số gai ở vây bụng: 1; Số tia vây ở vây bụng: 5.

## Sinh thái
Cá trưởng thành và gần trưởng thành sống theo cặp, trong khi cá con lại sống thành đàn lên đến vài trăm cá thể. Chúng ăn chủ yếu các loại rong biển.